# ディサビリティフラッグ
ディサビリティフラッグ (直訳: 障害の旗、英語: disability flag, overcoming flag, disability rights flag スペイン語: bandera de la superación y la discapacidad) は障害を持つすべての人々を象徴する旗。
2017年にバレンシア人のダンサーEros Recioによって、国際障害者デーなど、障害を持つ人々に関するイベント等で自由に用いられることを目的として、作成された。

ディサビリティ・フラッグ

本旗は国際連合に提出されている。

## 旗の意味
ディサビリティフラッグは、障害者の人権運動、尊厳、あるいはパラリンピックなど、障害を持つすべての人々とその運動を表している。 
旗を構成する「金」「銀」「銅」の三色は、障害を持つ人々にとって重要かつ大切なイベントのひとつであるパラリンピックが意識されている。これらの色は、社会によって課せられる差別的な逆境に対する集団としての克服、集団としてのこれまで確立してきた権利という勝利、そして不平等の可視化とより良い未来のための戦いを表している。なお、本旗の精神は、パラリンピック自体のもつ競争主義ないしは実力主義的なそれと混同されるべきではないことは、注意すべきである。 
また、Eros Recioによれば、三色は「身体障害|身体的」「精神障害|精神的」「感覚器」に関する障害をも表す。その上で、Recioは、旗の正確な意味を決定するのは障害を持つ人々のであるべきだと考えている。障害者の権利を求める運動は多様であり、その多様性が旗にも表れているともいえよう。

## 歴史
2017年12月3日の国際障害者デーに、ラテンアメリカ諸国の国会議員がペルーでの本会議に集まりました。称賛により、彼らは旗がすべての障害者の象徴であると宣言した。 
同日、旗は国連のヨーロッパ本部に届けられた。多くのスペインの都市や自治体は、国際障害者デーに障害者旗を掲げている。たとえば、2018年には、カナリア諸島のラパルマ島にあるサンタクルスデラパルマ市に旗を掲げることが決定された。 
2018年12月3日、この旗はスペインのオリンピックおよびパラリンピックスポーツ組織であるFoment d'Esportistes amb Reptes（FER）によって採用された。 

## Disability Prideの影響

Disability Pride Flag, designed by Ann Magill, see Disability Pride Parades

旗の意味と概念は時間とともに進化してきた。西側諸国でのその普及は、現代の社会運動に大きな影響を与えている。特にDisability Pride運動などが挙げられる。 
この運動は、ブラックプライドやLGBTプライドなどの他のマイノリティコミュニティのプライド認識イベントにルーツがある。米国で最初の障害者プライドパレードは1990年にマサチューセッツ州ボストンで開催された。それ以来、障害者プライドパレードは米国の多くの地域に広がっている。それらはノルウェー、イギリス、韓国、ドイツなどの他の国にも広がった。シカゴ障害者プライドパレードは、その声明の中で目標を概説している。 
- 人々の考え方を変え、「障害」を定義します。

- 障害を持つ人々の間の内面化された恥を打ち破り、終わらせます。

- 障害は、障害を持つ人々が誇りに思うことができる人間の多様性の自然で基本的な部分であるという社会の考えを促進する[16]。

これらのアイデアは、Disability Prideイベントで使用されるだけでなく、普遍的かつグローバルな方法で集合体を表す旗を作成するためのインスピレーションだった。 

## Eros Recioとの関係

The rainbow-colored infinity

Eros Recioによると、旗は金、銀、青銅の3色の3色で設計されており、身体、精神、感覚の3つの主要な障害を表している。これは、各色が特定のタイプの障害を排他的に表すのではなく、全体としてそれらすべてを表すことを意味する。 また、言及された3つ以外の他の形態の障害を除外することを意味するものではない。 内臓障害、多発性など。他の色よりも優れた色はないことにも言及することが重要である。 
2019年12月12日、Eros Recioは、シルクアート高等専門学校(スペイン語: Colegio Mayor del arte de la Seda)の公式行為に参加した。これにより、シルク製の障害旗が展示に追加された。この時のスピーチの中でレシオは、この旗はすべての障害者を代表しているということを繰り返し語った。彼は次のように述べている

「当時バレンシア全土の産業エンジンであったシルクアート高等専門学校の機関が、私たちの最も深く根付いた伝統の本物のシルクで旗を厳粛にしたことは大きな誇りです。 この旗を掲げて、私たちは世界に包摂、連帯、自由のメッセージを伝えます。 地球上のすべての障害者を代表して、どうもありがとうございました。」
Es un gran orgullo que la institución del Colegio del Arte Mayor de la Seda, que en su día fue el motor industrial de toda la Valencia, haya solemnizado la bandera con la seda genuina de nuestra tradición más arraigada. Con esta bandera vamos a dar al mundo un mensaje de inclusión, solidaridad y libertad. Muchas gracias en nombre de todas las personas con discapacidad del planeta.
—Eros Recio,The Overcoming and Disability Flag

スピーチの中で旗のための新しい定義の組み込みが言及された。「克服の旗」(Bandera de la superación)。この理由は、旗の説得力のある性格を強調し、能力主義的差別に典型的な社会的分離の可能性を回避する意図によるものである。 
さらに、ソーシャルワークを称えて、セダ市長コレジオデルアルテ市長のVicente Genovésとユネスコシルクロード国際ネットワークの社長José María Chiquilloに小さな旗が贈られた。 
旗のデザインとそのコンセプトは、LGBTコミュニティなどの社会運動に影響を受けた。Eros Recioは、障害を持つ人々をグループとして表す旗がまだないことを知った後、旗のアイデアが生まれたと説明している。